# Leandro Lima
George Leandro Abreu de Lima, noto semplicemente come Leandrinho (Fortaleza, 9 novembre 1985), è un ex calciatore brasiliano, di ruolo centrocampista.

## Palmarès
- Campionato sudamericano Under-20: 1

2007